# Trường Đại học Yersin Đà Lạt
Trường Đại học Yersin Đà Lạt là một trường đại học được thành lập ngày 27/12/2004 theo Quyết định số 175/2004/QĐ-TTg của Thủ tướng Chính phủ, trụ sở của Trường được đặt tại Thành phố Đà Lạt, Tỉnh Lâm Đồng. Hiện nay, trường là thành viên của Tập đoàn TTC (trước đây là Hệ thống Giáo dục TTC).
Quyết định chọn tên là trường Đại học Yersin Đà Lạt, những nhà sáng lập tỏ lòng tôn vinh một nhà bác học người Pháp mà tên tuổi, sự nghiệp đã gắn liền với vùng đất Đông Dương và Việt Nam đó là Alexandre John Emile Yersin - Người đầu tiên tìm ra thành phố Đà Lạt - Thành phố Festival hoa.
Nhiệm vụ chính của Trường là đào tạo và bồi dưỡng nguồn nhân lực có trình độ cao cho các ngành kinh tế, khoa học kỹ thuật, công nghệ và một số ngành khoa học xã hội và nhân văn khác, góp phần đáp ứng nhu cầu cho sự phát triển Kinh tế - Xã hội tỉnh Lâm Đồng, Tây Nguyên, Nam Trung Bộ và miền Đông Nam bộ.
Trường Đại học Yersin Đà Lạt xác định sứ mệnh: Đào tạo thế hệ trẻ trở thành những "Công dân toàn cầu", có khả năng phát huy năng lực sáng tạo, tinh thần khởi nghiệp và có trách nhiệm với xã hội. Chúng tôi kiến tạo môi trường để sinh viên được trải nghiệm môi trường học tập năng động, thực tiễn, gắn liền với nhu cầu của doanh nghiệp; sinh viên tốt nghiệp từ Trường Đại học Yersin Đà Lạt sẵn sàng gặt hái thành công và thay đổi tương lai.

## Các ngành đào tạo
Tính đến năm 2023, Trường Đại học Yersin Đà Lạt đào tạo 23 chuyên ngành:
- Ngành Quan hệ Công chúng
- Ngành Tâm lý học (dự kiến mở năm 2023)
- Ngành Công nghệ kỹ thuật ô tô
- Khối ngành Công nghệ thông tin:
- CN Khoa học máy tính
- CN Công nghệ phần mềm

- Khối ngành Du lịch:
- CN Quản trị Nhà hàng - Khách sạn
- CN Quản Lữ hành

- Khối ngành Kiến trúc - Thiết kế nội thất:
- Kiến trúc
- Thiết kế nội thất

- Khối ngành Kinh tế - Luật:
- Quản trị kinh doanh
- Kế toán - Tài chính - Ngân hàng
- Luật kinh tế
- Digital Marketing

- Khối ngành Ngoại ngữ và Đông phương học:
- Ngôn ngữ Anh
- CN Hàn Quốc
- CN Nhật Bản
- CN Trung Quốc

- Khối ngành Nông nghiệp - Sinh học - Thực phẩm:
- Công nghệ sinh học
- Công nghệ thực phẩm
- Nông nghiệp Công nghệ cao (dự kiến mở)

Khối ngành Y - Dược - Điều Dưỡng:
- Điều dưỡng
- Dược học
- Y khoa (dự kiến mở)